# Шамли (округ)
Шамли (англ. Shamli) — округ региона Сахаранпур в индийском штате Уттар-Прадеш. Образован 28 сентября 2011 года, путём выделения из округа Музаффарнагар. До июля 2012 года носил название Prabudh Nagar. Административный центр — город Шамли. Площадь — 1 043 км². Население — 1 274 815 человек (на 2011 год).